# Rețea fără fir
Rețelele fără fir sunt rețele de aparate și dispozitive wi-fi. În ultimii ani ele au cunoscut o dezvoltare semnificativă pe plan mondial, reprezentând o soluție alternativă la legăturile cu fir (electric, din fibră optică și altele). Conexiunile fără fir devin tot mai populare, deoarece ele rezolvă probleme ce apar în cazul cînd avem multe cabluri, conectate la multe dispozitive. Tehnologiile moderne fără fir pot interconecta echipamentele (sau și rețelele locale, LAN-urile) la distanțe mici, dar și la distanțe mari.
În prezent există mai multe moduri de a transmite date prin eter: Wi-Fi, Bluetooth, GPRS, 3G, GPS ș.a.

## Wi-Fi
Wi-Fi este o tehnologie radio folosită deseori la implementarea rețelelor locale de calculatoare de tip rețea locală fără fir (Wireless Local Area Network, WLAN). Un WLAN este un sistem de comunicații implementat ca extensie la, sau ca alternativă pentru o rețea locală (LAN) cablată, într-o clădire sau campus, combinând conectivitatea la viteză mare cu mobilitatea utilizatorilor, într-o configurație mult simplificată. Avantajele evidente, cum ar fi mobilitatea, flexibilitatea, simplitatea în instalare, costurile de întreținere reduse și scalabilitatea, au impus Wi-Fi și WLAN ca o soluție tot mai mult utilizată.

## WiMAX
O tehnologie suplimentară, care poate capta datele de șapte ori mai repede și de o mie de ori mai departe decât populara tehnologie Wi-Fi, este tehnologia WiMAX. În timp ce rețelele Wi-Fi simple au o rază de acțiune de aproximativ 30 m, WiMax utilizează o tehnologie de microunde radio care mărește distanța la aproximativ 50 km. Astfel se pot construi chiar rețele metropolitane (MAN) bazate pe tehnologia WiMAX.

## Tipuri de echipamente
Echipamentele de transmisie/recepție fără fir sunt de obicei de două tipuri:
- stații bază (Base Stations, BS)
- stații client (Subscriber Units, SU)

Stațiile bază au deschiderea antenei de obicei de la 60 până la 360 de grade, asigurând conectivitatea clienților pe o anumită arie. Ele pot fi legate la o rețea cablată prin fibră optică, cabluri metalice sau chiar relee radio. Stațiile client au antene cu deschidere mult mai mică și trebuie orientate spre BS-uri. Subnivelul Media Access Control (MAC) are următoarele sarcini:
- Pentru stațiile client:
  - Autentificare (înregistrare în condiții sigure)
  - Deautentificare (dezînregistrare în condiții sigure)
  - Transmisie în condiții de siguranță
  - Livrare de MAC Service Data Units (MSDU) între echipamentele wireless
- Pentru stațiile bază:
  - Asociere (înregistrare)
  - Deasociere (dezînregistrare)
  - Distribuție de cadre MAC
  - Integrare (rețeaua existentă wireless poate comunica cu rețele bazate pe alt tip de tehnologie wireless)
  - Reasociere (suportă cedarea dinamică a clienților unui alt BS, precum și comunicația cu alte BS)

## Antenele
În general, pentru orice echipament wireless, fie acesta o stație bază, fie o stație client, antenele sunt cele care oferă robustețe și flexibilitate. Chiar dacă sunt abia amintite în discuțiile pe marginea rețelelor fără fir, antenele sunt cele care optimizează anumite aplicații, cum ar fi legătura între mai multe clădiri ș.a. Întrucât mediul fără fir este unul foarte dinamic, prin folosirea unor antene direcționale se poate influența modalitatea de propagare a semnalului radio. Astfel, energia și caracteristica unui semnal pot fi direcționate de-a lungul unui culoar îngust în loc să se lovească de pereți, ceea ce ar duce la o risipă de energie sau la interferențe de semnal nedorite.
Antenele omnidirecționale emit undele radio în toate direcțiile (sferă), în timp ce antenele unidirecționale concentrează semnalul pe o direcție preferențială dată de orientarea antenei. Cu cât unghiul de emisie este mai mic, cu atât mai mare este distanța acoperită. Avantajul antenelor omnidirecționale constă în faptul că antena clientului nu trebuie să fie foarte precis orientată, fiind suficient să se afle în aria de acoperire a antenei stației bază. Dezavantajele sunt numeroase: risipă de putere de emisie, securitate scăzută datorită riscului ridicat de interceptare a undelor radio.
Antenele unidirecționale se situează pe o poziție mai bună în ceea ce privește folosirea mai eficientă a puterii de emisie dar și a riscului mai scăzut de interceptare a transmisiei. Dezavantajul lor constă în faptul că acordarea antenelor bază-client trebuie făcută foarte precis și dimensiunea este semnificativă. În practică, antenele unidirecționale se folosesc numai pentru legături fixe de tipul punct-la-punct, cum ar fi cazul unui bridge sau al unui ruter de tip wireless.
Diversitatea antenelor oferă beneficii substanțiale implementărilor rețelelor locale fără fir, cum ar fi luxul folosirii mai multor antene sau posibilitatea de a alege cel mai bun tip de antenă pentru o locație dată. Pentru aceasta este nevoie de o bună cunoaștere a proprietăților semnalului radio și a modalităților de amplasare corectă a antenelor radio. În practică, antenele amplasate prea aproape una de alta duc la o degradare a performanței receptorului. Utilizarea diferitelor tipuri de antenă are, de asemenea, impact și asupra metodei, dar și a rezultatelor monitorizării unei locații.

## Clasificarea rețelelor fără fir după aria acoperită
După aria acoperită, de la mic la mare:
- Wireless Personal Area Network (WPAN) - v. Rețea personală
- Wireless Local Area Network (WLAN) - v. Rețea locală
- Wireless Metropolitan Area Network (WMAN) - v. Rețea metropolitană cf. Standardul 802.16 sau WiMAX
- Wireless Wide Area Network (WWAN) - v. Rețea de arie largă